# Prospekt Slavy
Prospekt Slavy (Russisch: Проспект Славы) is een metrostation van de metro van Sint-Petersburg. Het station maakt deel uit van de Froenzensko-Primorskaja-lijn.
Komendantski prospekt · 
Staraja Derevnja  · 
Krestovski ostrov · 
Tsjkalovskaja · 
Sportivnaja · 
Admiraltejskaja · 
Sadovaja   · 
Zvenigorodskaja   · 
Obvodny kanal · 
Volkovskaja · 
Boecharestskaja · 
Mezjdoenarodnaja · 
Prospekt Slavy · 
Doenajskaja · 
Sjoesajry